# Хайнрих XII фон Гера-Шлайц
Хайнрих XI фон Гера-Шлайц „Средния“ (на немски: Heinrich XI/XII Herr von Gera zu Schleiz 'der Mittlere'; † 26 август 1500) е благородник от фамилията Ройс, господар на Гера-Шлайц (1482 – 1500), Райхенфелс, Заалбург-Бургк.
Той е третият син на Хайнрих IX фон Гера „Средния“ († 1482) и съпругата му графиня Мехтилд фон Шварценберг-Вахсенбург († 1456), дъщеря на граф Гюнтер XXXII фон Шварцбург-Вахсенбург († 1450) и Мехтилд фон Хенеберг-Шлойзинген († 1435/1444), дъщеря на граф Хайнрих XI фон Хенеберг-Шлойзинген († 1405) и маркграфиня Матилда фон Баден (1368 – 1425). Баща му прави през 1461 г. поклонение в Йерусалим.
Хайнрих XI Ройс-Шлайц умира на 26 август 1500 г. и е погребан в „Берг-църквата“ в Шлайц.

## Фамилия
Хайнрих XI Ройс-Шлайц се жени за Хедвиг фон Мансфелд († сл. 1477), дъщеря на граф Фолрад II фон Мансфелд (1380 – 1450) и херцогиня Маргерита от Силезия-Саган-Прибус († 1491). Те имат пет деца:
- Хайнрих XIV (XIII) фон Гера „Стари“ († 12 април 1538 в Лобенщайн, Тюрингия), господар на Гера-Хартенщайн, женен I. пр. 19 септември 1502 г. за Матилда фон Миниц († сл. 1510), II. 1515 г. за графиня Анна фон Байхлинген († 30 юли 1571)
- Хайнрих XV (XIV) фон Гера († 7 август 1550 в замък Бургк, Тюрингия), господар на Гера, Шлайц, Лобенщайн-Заалбург, женен I. пр. 24 октомври 1510 г. за Лудмила фон Лобковиц († 1532), II. сл. 11 септември 1532 г. за Маргарета († пр. 11 септември 1549), III. на 6 май 1550 г. за Маргарета фон Шварцбург († 18 март 1559)
- Катарина фон Гера (* ок. 1475; † сл. 23 май 1505), омъжена на 2/ 7 юли 1496 г. за фогт Хайнрих XI фон Ройс-Грайц (XII) († 1500/7 юли 1502), господар на Грайц (1476 – 1502), фогт на Ройс-Плауен
- Бригита фон Гера († 1552), омъжена за Николаус IV Попел фон Лобковиц († 20 януари 1531)
- Анна фон Гера († 28 или 29 септември 1555 в Кроншвитц), приорес в Кроншвитц, Тюрингия през 1533 г.